# Roland Schellhammer

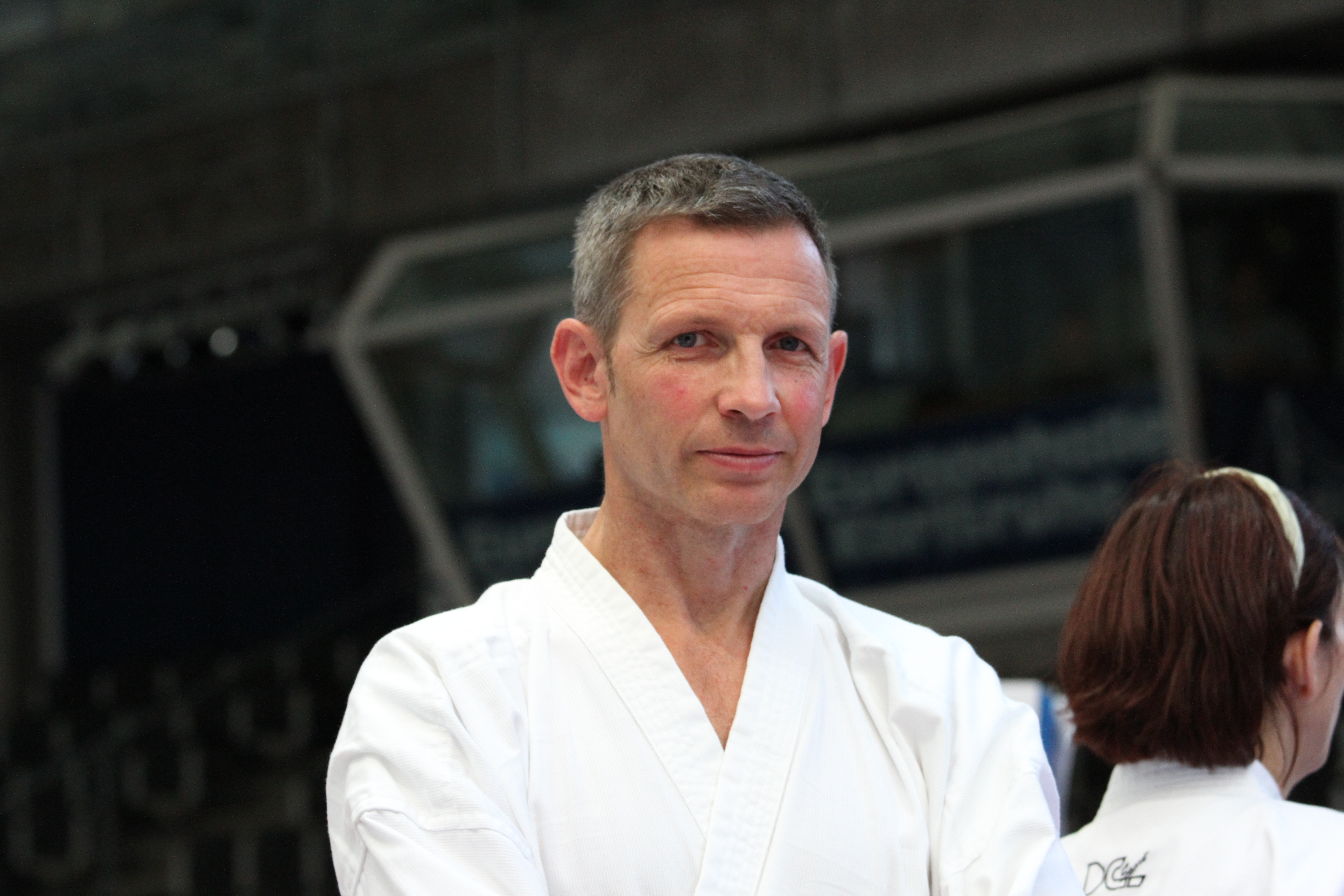
Roland Schellhammer (2011)

Roland Schellhammer (* 2. Februar 1963 in Rielasingen am Bodensee) ist ein deutscher Karateka, 7. Dan Shotokan und mehrmaliger Karate-Weltmeister WKA (2009–2012).

## Lebenslauf
Schellhammer begann bereits im Jahr 1983 mit dem Shotokan-Karate. Von 1985 bis 1998 kämpfte er im baden-württembergischen Landeskader. Von 1992 bis 1995 wurde er vom Karate Bundestrainer (DKV) in den Nationalkader der Bundesrepublik Deutschland berufen. Seit dieser Zeit arbeitet er als selbständiger Schreinermeister mit eigenem Betrieb und täglichem Karateunterricht. Nebenbei eröffnete er seine eigene Karateschule mit über 600 Mitgliedern. Seit 2009 ist er im Karate-Nationalkader der WKA und seit 2012 auch im Nationalkader der WKU.

## Nationale sportliche Erfolge

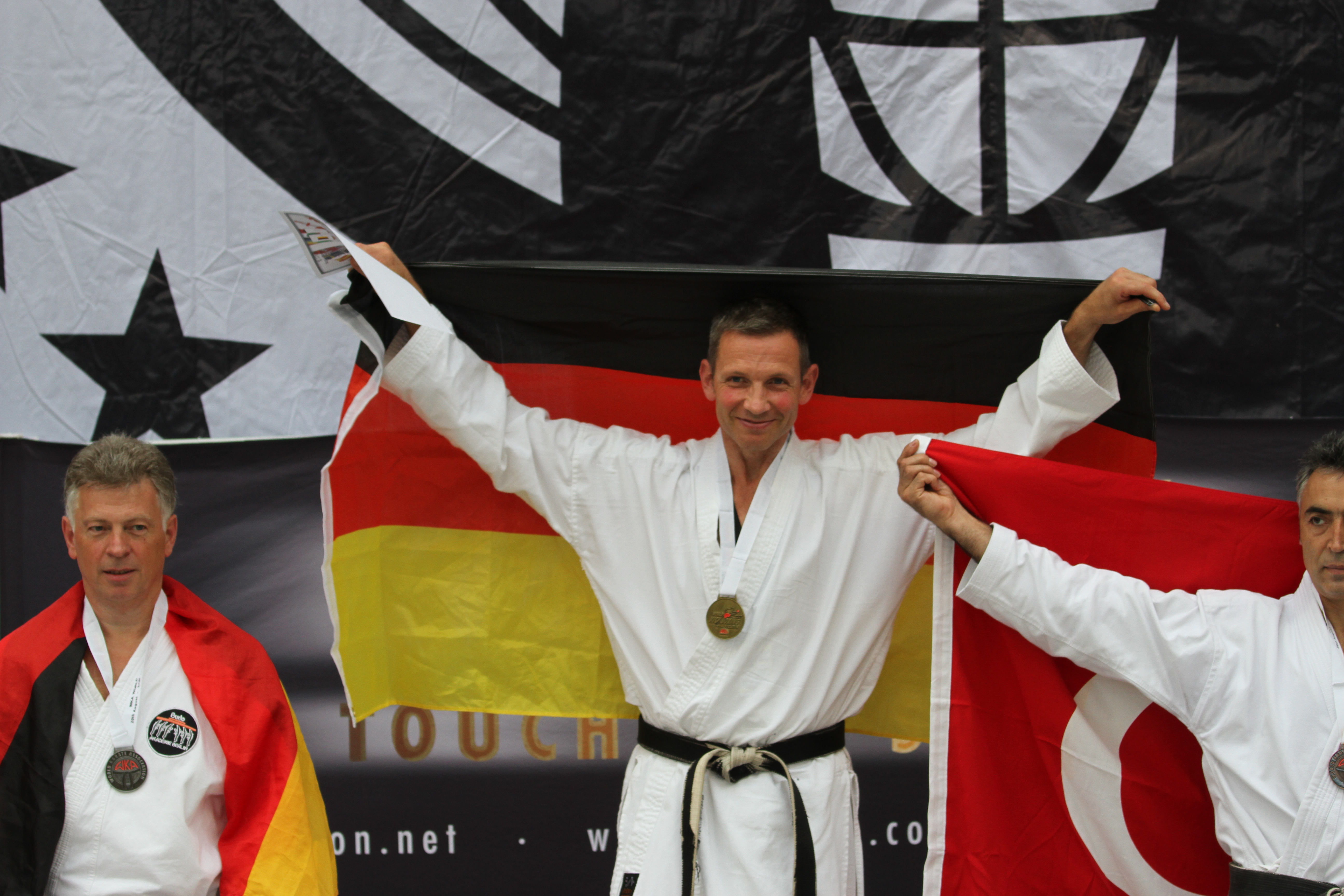
Siegerehrung bei der Karate-WM 2011

- 1993 3. Platz Deutsche Meisterschaft in Koblenz (Kumite – 80 kg) DKV
- 1995 3. Platz Deutsche Meisterschaft in Hanau (Kumite – 80 kg) DKV
- 2009 1. Platz Deutsche Meisterschaften in Berlin (Kumite – 80 kg) WKA

## Internationale sportliche Erfolge
- 1991 3. Platz Swiss Open in Genf
- 1991 3. Platz Italian Open in Mailand
- 1992 3. Platz Europameisterschaft in ’s-Hertogenbosch, Niederlande[3] (Team: Dietl, Schellhammer, Rauch, Horn, Nietschmann)
- 1992 5. Platz Weltmeisterschaft in Granada, Spanien
- 2009 1. Platz Internationale Deutsche Meisterschaft in Simmern (– 80 kg) WKA
- 2009 1. Platz Internationale Deutsche Meisterschaft in Simmern (Ü35) WKA
- 2009 1. Platz Weltmeisterschaft in Huelva, Spanien (Ü 35) WKA
- 2010 1. Platz Weltmeisterschaft in Edinburgh, Schottland (Ü 35) WKA[4]
- 2011 1. Platz Weltmeisterschaft in Karlsruhe, Deutschland (Ü 45) WKA
- 2012 1. Platz Weltmeisterschaft in Orlando, USA (Ü 45) WKA